# قید در زبان انگلیسی

quick اسمی به معنای «سریع» و quickly قیدی به معنای «سریعاً» است.

قید در زبان انگلیسی حالت و کیفیت فعل را نشان می‌دهد. با افزودن ly به انتهای دسته‌ای از صفت‌ها، آن‌ها را به قید تبدیل می‌کنیم. اگر در آخر کلمه‌ای حرف y داشته باشیم y را حذف و به جای آن i می‌آوریم سپس ly قرار می‌دهیم.

## نمونه
sincerely به معنای مخلصانه

quickly به معنای به سرعت

carefully به معنای بادقت
Happy>>>>Happily به معنای با خوشحالی

## انواع
قید حالت (مثل Slowly)، قید تکرار (مثل usually)، قید کمی (مثل Very)، قید جمله (مثل certainly)، قید زمان (مثل After)، قید مکان (مثل anywhere) انواع قید در زبان انگلیسی هستند.

## قیدهای حالت
قیدهای حالت (Adverbs of Manner) برای بیان روش، حالت، طور، طریق، روال و از این دست در جمله‌ای به کار گرفته می‌شوند. طریقه ساخت قید حالت با اضافه کردن یک ly به انتهای صفت متناظرش محقق می گردد. مثلاً bright+ly  قیدهای حالت جزء بزرگترین گروه قید در زبان انگلیسی هستند.